# Johann Walter
Johann Walter (Kahla, 1496 – Torgau, 10 aprile 1570) è stato un compositore e cantore tedesco.

## Biografia

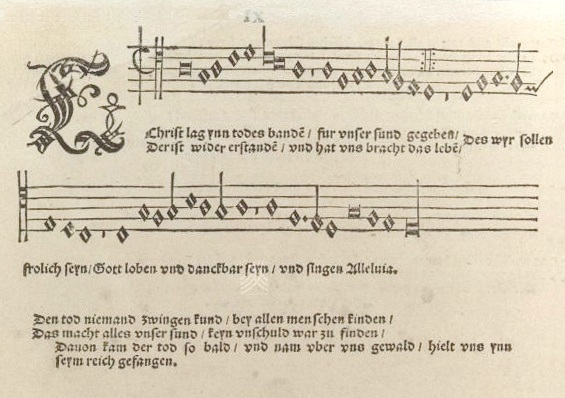
Christ lag in Todes Banden in Walters Chorgesangbüchlein, 1524

Johann Walter (alias Johann Blanckenmüller, anche Johannes Walter, Johann Walther in Torgau) fu un compositore, cantore della Chiesa evangelica del Gesangbuch (Geistliches Gesangbüchlein, 1524).
Nasce nel 1496 figlio di padre della linea ernestina di Kahla. La famiglia era nota come Blanckenmühle, anche Blanckenmüller. Il figlio fu cresciuto da un parente di nome Walter.
Dopo la scuola a Kahla e Rochlitz iniziò gli studi alla Universitätsstudium di Lipsia, dopodiché con il suo Eyn geystlich Gesangk Buchleyn|Geistlichen Gesangbüchlein del 1524 della casa ernestina divenne compositore, e nel 1525 cantore e compositore presso la Hofkapelle di Torgau. 

## Opere
Solo un Lieder (testo, melodia e Liedsätze) di Johann Walter è oggi nel Evangelisches Gesangbuch.
Melodie su testo di Lutero:
- Es spricht der Unweisen Mund wohl (con il testo Herr, für dein Wort sei hoch gepreist di David Denicke, EG 196)
- Mitten wir im Leben sind mit dem Tod umfangen (EG 518), per la quale Johann Walter ha rielaborato una versione precedente di Salisburgo

Altre:
- Der Herr ist mein getreuer Hirt (EG 274)
- All Morgen ist ganz frisch und neu des Herren Gnad und große Treu (EG 440)

Testi:
- Herzlich tut mich erfreuen (EG 148)
- Allein auf Gottes Wort will ich mein Grund und Glauben bauen (EG 195)

Testi e melodie:
- Wach auf, wach auf, du deutsches Land (EG 145)

## Onorificenze
La Kantorei della evangelisch-lutherischen Kirchgemeinde nella città natale Kahla si chiama dal 1956 „Johann-Walter-Kantorei“, e la parte giovanile dal 2015 "Johann-Walter-Kurrende".
- 2006 - Asteroide Johann Walter: 120481 Johannwalter.

### Giorno della memoria
- Chiesa evangelica in Germania: 24 aprile del Calendario dei santi (luteranesimo).[2]
- Lutherische Kirche – Missouri-Synode: 24 aprile

### Johann Walter Plakette
Con Johann Walter Plakette vengono premiati personalità in ambito musicale della Sassonia. Viene assegnata dal Sächsischen Musikrat dal 2002 ogni due anni.